# Binham
Binham é uma cidade e freguesia no distrito de North Norfolk em Norfolk, Inglaterra, cerca de 30,7 milhas (49,4 km) de Norwich. A paróquia tem uma área de 1152 hectares e uma população de 232 pelo censo de 2001

## Transporte
A via principal é a A148, que vai de King's Lynn até Cromer.

### Aeroporto
O Aeroporto Norwich está localizado 25,4 milhas (40,9 km) sul da povoado e oferece ligações aéreas directas entre o Reino Unido e a Europa.

## Igreja
A igreja de Binham, denominada "São Michael and All Angels.

## Gallery

Binham
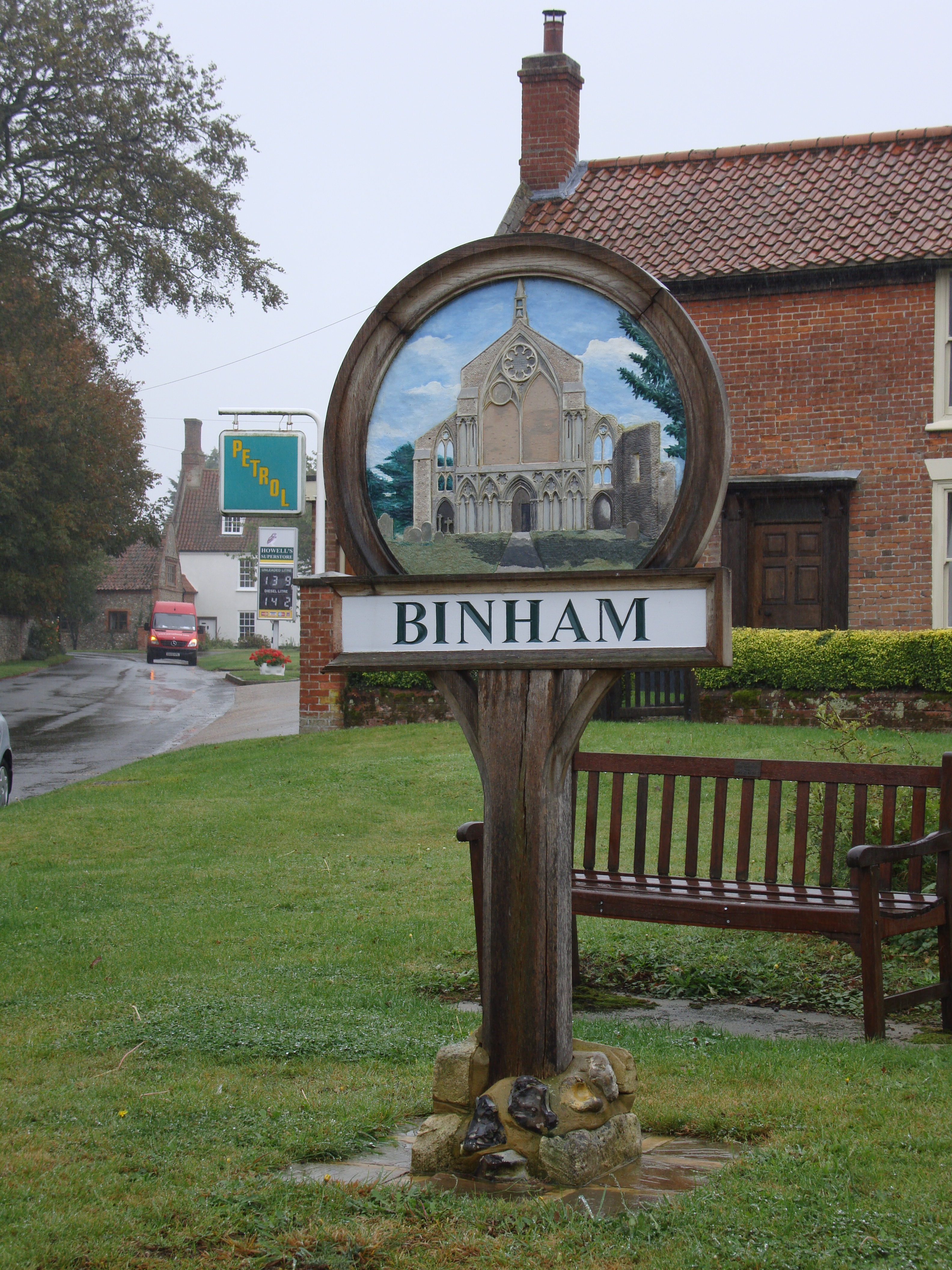
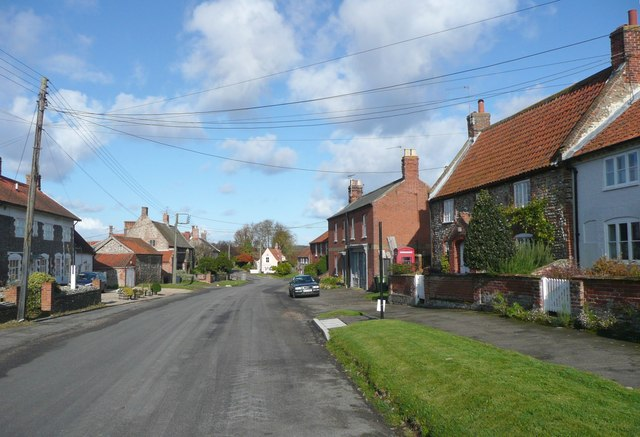
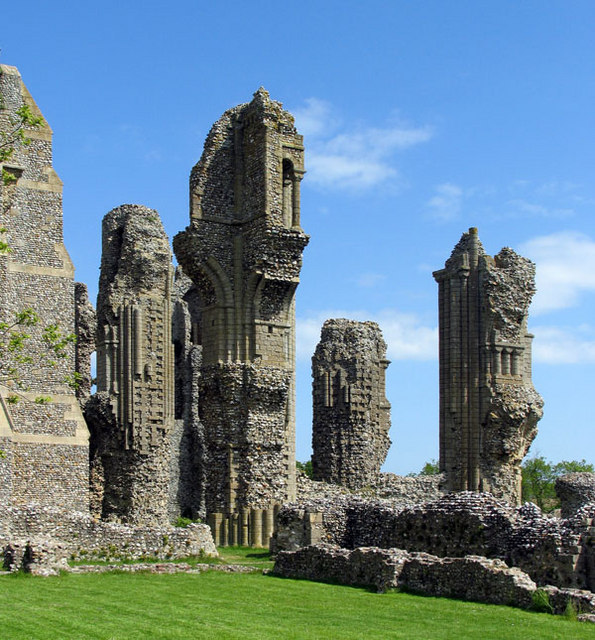
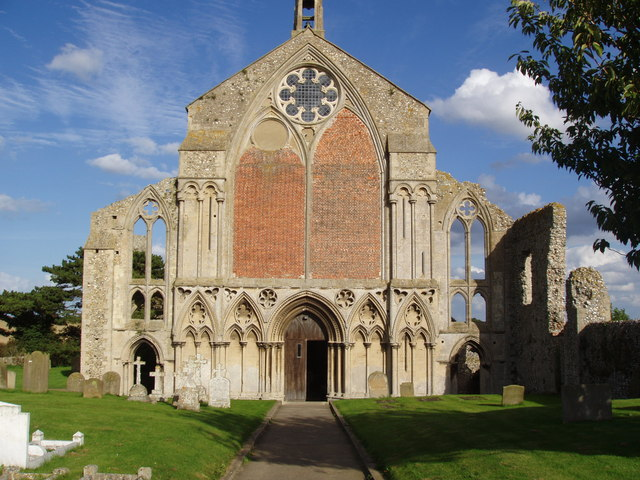
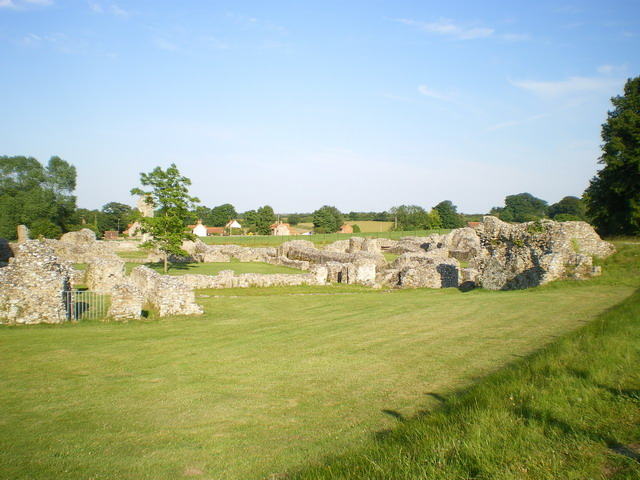
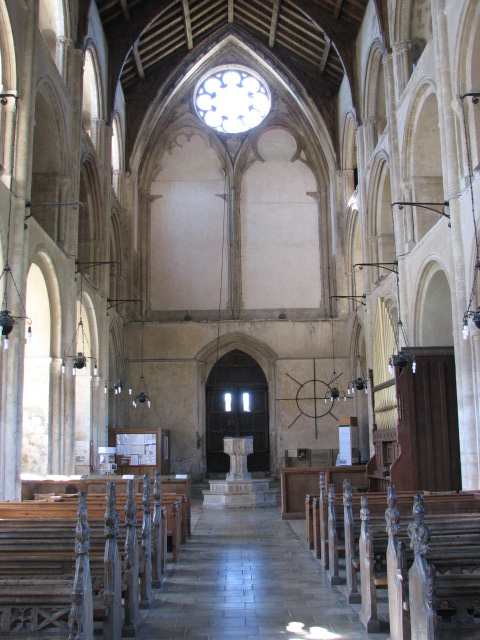
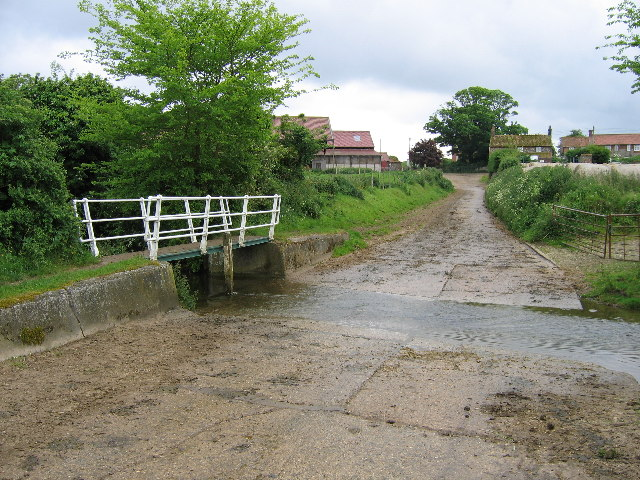